# Darmstadt Diamonds
| Ewige GFL-Bilanz | Ewige GFL-Bilanz | Ewige GFL-Bilanz | Ewige GFL-Bilanz | Ewige GFL-Bilanz | Ewige GFL-Bilanz | Ewige GFL-Bilanz | Ewige GFL-Bilanz | Ewige GFL-Bilanz | Ewige GFL-Bilanz | Ewige GFL-Bilanz | Ewige GFL-Bilanz |
| Jahr             | Gesamt           | Gesamt           | Gesamt           | Heim             | Heim             | Heim             | Ausw.            | Ausw.            | Ausw.            | TD-Verhältnis    |                  |
| Jahr             | S                | N                | U                | S                | N                | U                | S                | N                | U                | TD-Verhältnis    |                  |
| ---------------- | ---------------- | ---------------- | ---------------- | ---------------- | ---------------- | ---------------- | ---------------- | ---------------- | ---------------- | ---------------- | ---------------- |
| 1990             | 9                | 3                | 0                | 5                | 1                | 0                | 4                | 2                | 0                | 204 : 106        |                  |
| 1991             | 6                | 8                | 0                | 5                | 2                | 0                | 1                | 6                | 0                | 177 : 285        |                  |
| 1992             | 4                | 10               | 0                | 4                | 3                | 0                | 0                | 7                | 0                | 171 : 357        |                  |
| 2006             | 3                | 8                | 1                | 3                | 3                | 0                | 0                | 5                | 1                | 237 : 329        |                  |
| 2007             | 1                | 11               | 0                | 1                | 5                | 0                | 0                | 6                | 0                | 102 : 356        |                  |
| 2008             | 0                | 11               | 1                | 0                | 5                | 1                | 0                | 6                | 0                | 121 : 443        |                  |
| Gesamt           | 23               | 51               | 2                | 18               | 19               | 1                | 5                | 32               | 1                | 1012 : 1886      |                  |

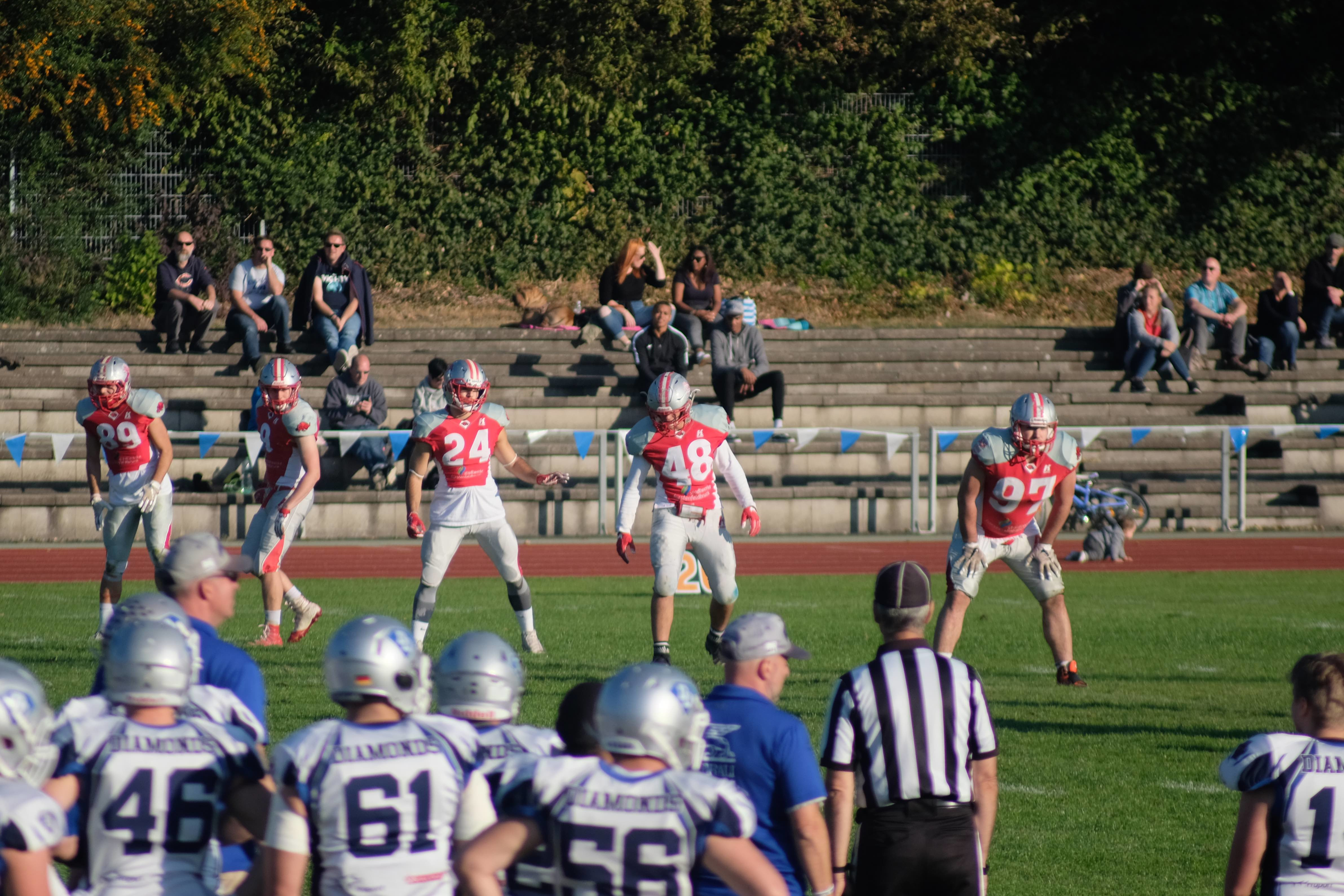
Aufstiegsspiel in die GFL2: Darmstadt Diamonds gegen Fursty Razorbacks

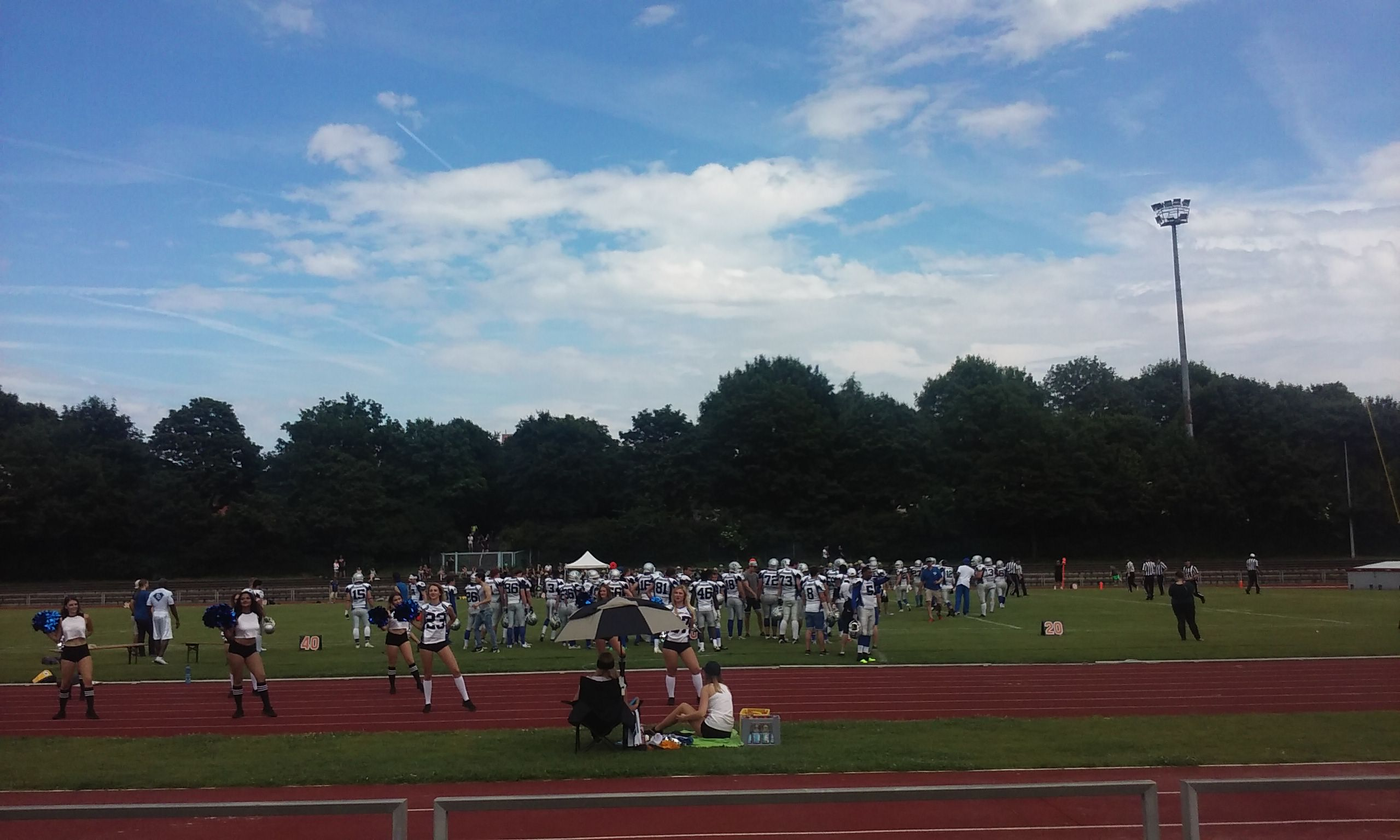
Darmstadt Diamonds bei einem Spiel gegen die Mainz Golden Eagles 2017

Die Darmstadt Diamonds sind ein Darmstädter Verein für American Football.

## Geschichte Verein und Herrenmannschaft
Die Diamonds wurden im September 1985 gegründet und waren damit eines der ersten American-Football-Teams in Hessen. Von 1990 bis 1992 spielten die Südhessen in der höchsten deutschen Liga, die sich heute German Football League nennt.
Von 2000 bis 2005 spielten die Diamonds in der 2. Bundesliga Süd. In der Saison 2006 traten die Darmstädter in der höchsten Spielklasse, der German Football League, in der Gruppe Süd an. Die erste Saison beendeten die Diamonds auf dem 4. Platz, schieden aber beim späteren deutschen Meister Braunschweig Lions im Viertelfinale aus. Die Saison 2007 beendeten sie mit einem einzigen Sieg, wobei der direkte Vergleich gegen die Saarland Hurricanes gewonnen werden konnte, so dass die Darmstadt Diamonds die Saison auf Platz 5 beendete und nicht in die Relegation gehen mussten. Dieses Szenario wurde dann aber in der Saison 2008 Realität. Nachdem man in der Punktrunde nur ein Remis erreicht hatte, musste man in der Relegation gegen die Plattling Black Hawks antreten. Die Diamonds verloren beide Spiele und stiegen in die GFL2 ab. Es schlossen sich sechs Spielzeiten in der GFL2 an, die 2013 von einer Saison in der Regionalliga Mitte unterbrochen wurden. Nach der Saison 2015 stiegen die Diamonds allerdings als 7. der GFL2 ab. In den darauf folgenden drei Saisons wurde die Mannschaft in der Regionalliga neu aufgestellt. Im Jahr 2018 konnte die Meisterschaft der Regionalliga Hessen/Rheinland-Pfalz/Saar ungeschlagen gewonnen werden, wodurch die Mannschaft in die GFL2 nach einer erfolgreichen Relegation zurückkehren konnte. Sportlich konnte die Klasse 2019 auf dem 6. Platz gehalten werden, auf Grund der COVID-19-Pandemie fand jedoch 2020 kein Spielbetrieb statt. Infolgedessen verließen einige Trainer und Spieler den Verein, so dass in Kombination mit den noch vorherrschenden gesundheitlichen Bedenken auf den Startplatz in der GFL2-Saison 2021 verzichtet wurde. Mit diesem Schritt folgte 2022 die Teilnahme an der Regionalliga, aus der das Team allerdings nach nur wenigen Spielen wieder zurückgezogen wurde.
Von 1985 bis 2002 waren die Diamonds ein eigenständiger Verein. Von 2003 bis 2004 waren sie dann eine Abteilung des SV Blau-Gelb Darmstadt, bevor sie sich am 1. Januar 2005 der TSG 1846 Darmstadt anschlossen. Seit April 2023 sind sie eine Abteilung des 1. FCA Darmstadt.

### Erfolge Herrenmannschaft
- 1987: Ungeschlagener Meister der Regionalliga Mitte
- 1988: Ungeschlagener Meister der Verbandsliga Hessen
- 1989: Meister der 2. Bundesliga mit nur einer Niederlage (der ersten seit drei Jahren)
- 1990: Erreichen der Play-offs um die Deutsche Meisterschaft, knappe 0:7-Niederlage gegen Noris Rams
- 1999: Ungeschlagener Meister der Regionalliga Mitte, Aufstieg in die 2. Bundesliga
- 2005: Meister der 2. Bundesliga Süd, Aufstieg in die 1. Bundesliga (GFL)
- 2006: Erreichen des Play-offs-Viertelfinals um die deutsche Meisterschaft
- 2013: Meister der Regionalliga Mitte und erneuter Aufstieg in die GFL2
- 2018: Meister der Regionalliga Mitte mit zehn von zehn gewonnenen Spielen und erneuter Aufstieg in die GFL2

## Geschichte Jugendmannschaft
Die Diamonds-Jugend wurde 1988 gegründet und zählt zu den erfolgreichsten Nachwuchsteams der Republik. Die „Jung-Diamanten“ konnten von 1995 bis 2000 sechs Mal in Folge den Titel des Hessenmeisters erringen. Im Jahr 1995 gelang es den Junior-Diamonds – als erstes süddeutsches Team – den Junior Bowl zu gewinnen.
Von 2000 bis 2003 standen die Darmstadt Diamonds jedes Jahr im Endspiel des Junior Bowls. 2001 konnte die Trophäe nach einem Sieg gegen die Stuttgart Scorpions zum zweiten Mal nach Südhessen geholt werden. Den deutschen Vizemeister-Titel konnte die Darmstädter Nachwuchstruppe schon fünf Mal erringen.
Im Jahr 2006 musste sich das Jugendteam aus der GFL-Juniors verabschieden. Wegen des vierten Tabellenplatzes musste die Diamonds-Jugend in die Relegationsrunde, in der sie gegen die Assindia Cardinals den Kürzeren zog.
Seit 2007 spielt die Diamonds-Jugend in der Jugend-Leistungsliga Hessen.
Seit 2010 spielen die Jung-Diamanten wieder in der GFL Juniors. 2014 stieg die Jugendmannschaft der Diamonds zwar aus der Jugendbundesliga (GFL-J) ab, in der Saison 2015 konnte man durch den ersten Platz in der Regionalliga Mitte aber den Wiederaufstieg in die GFL-J feiern.
2018 kam die U19 GFL Juniors Mannschaft der Darmstadt Diamonds als Vizemeister der Gruppe Mitte unter die besten acht Mannschaften und haben sich damit für die Playoffs zum Junior Bowl 2018 qualifiziert.
Es gibt bei den Darmstadt Diamonds eine U19-GFL-Juniors-Mannschaft unter der Leitung von Headcoach Daniel Fischer-Wenz, eine U16-Mannschaft unter der Leitung von HC Elia Böhmann, und eine U13-Junior-Flag-Mannschaft.

### Erfolge Jugendmannschaft
- 1989: Gewinn des Hessenpokals für Jugendmannschaften
- 1990: Hessenmeister im ersten Jahr der Hessenliga
- 1991: Deutscher Vizemeister nach Finalniederlage gegen die Düsseldorf Panther
- 1992: Hessischer Vizemeister
- 1993: Hessenmeister
- 1994: Hessischer Vizemeister
- 1995: Deutscher Meister
- 1996: Süddeutscher Vizemeister
- 1997: Süddeutscher Vizemeister
- 1998: Deutscher Vizemeister nach knapper Niederlage gegen Düsseldorf Panther
- 1999: Süddeutscher Vizemeister
- 2000: Deutscher Vizemeister
- 2001: Deutscher Meister
- 2002: Deutscher Vizemeister
- 2003: Deutscher Vizemeister
- 2004: Erreichen des Viertelfinales um die deutsche Meisterschaft
- 2011: Hessischer Vizemeister
- 2013: Hessischer Vizemeister
- 2014: Hessenmeister
- 2016: Hessenmeister U17 nach dem Finale in Gießen
- 2018: Vizemeister Gruppe Mitte der GFL Juniors und Teilnehmer an den Play-Offs für den Junior Bowl 2018
- 2019: Hessischer Vizemeister

## Geschichte Damenmannschaft
Die Damenmannschaft Diamonds Ladies wurde 2018 gegründet und nahm erstmals zur Saison 2019 den Spielbetrieb in der DBL2 auf. Im Gegensatz zur 1. Liga wird in dieser mit neun gegen neun Spielerinnen anstatt mit elf gespielt. In ihrer Debütsaison konnten die Diamonds Ladies nur eins von acht Spielen gewinnen landeten auf dem letzten Platz der Gruppe Süd-West.
Genau wie bei der Herrenmannschaft wurden auch bei den Frauen die Saisons 2020 und 2021 von der Covid-19-Pandemie überschattet, sodass diese entweder abgebrochen wurden oder nur sehr eingeschränkt gespielt werden konnte. In beiden Saisons nahmen die Diamonds Ladies nicht am Ligabetrieb teil. 2022 folgte zwar die Rückkehr in die Liga, das Wiedersehen war allerdings nur kurz. Nach zwei verlorenen Spielen, in denen Darmstadt selbst insgesamt nur zwei Touchdowns erzielen konnte und 87 Punkte kassierte, zog man die Mannschaft aus der Liga zurück.
Zur Saison 2023 starteten die Diamonds Ladies einen neuen Spielversuch, diesmal in der Damenaufbauliga Hessen (DALH). Mit vier von sechs gewonnenen Spielen konnten sie den zweiten Platz erreichen. In der darauffolgenden Spielzeit in der DALH knüpften sie an ihre vorherige Leistung an und gewannen alle Spiele der Saison, womit sie 2024 das beste Team der Liga waren.
Daran anschließend vollzogen sie zur Saison 2025 die Rückkehr in die 2. Bundesliga, die German Football League Women 2 (GFLW2).